# Вольпайола
Вольпайола (фр. Volpajola, корс. A Vulpaiola) — коммуна во Франции, находится в регионе Корсика. Департамент коммуны — Верхняя Корсика. Входит в состав кантона Голо-Морозалья. Округ коммуны — Бастия.
Код INSEE коммуны — 2B355.

## Население
Население коммуны на 2008 год составляло 441 человек.
| 1962 | 1968 | 1975 | 1982 | 1990 | 1999 | 2008 |
| ---- | ---- | ---- | ---- | ---- | ---- | ---- |
| 479  | 492  | 460  | 281  | 275  | 366  | 441  |

## Экономика
В 2007 году среди 308 человек в трудоспособном возрасте (15—64 лет) 207 были экономически активными, 101 — неактивными (показатель активности — 67,2 %, в 1999 году было 58,0 %). Из 207 активных работали 182 человека (116 мужчин и 66 женщин), безработных было 25 (11 мужчин и 14 женщин). Среди 101 неактивных 27 человек были учениками или студентами, 26 — пенсионерами, 48 были неактивными по другим причинам.

## Фотогалерея
- Вольпайола
- Ратуша и церковь
- Церковь Благовещения